# Konstantin von Neurath
Konstantin Hermann Karl von Neurath (ur. 2 lutego 1873 w Vaihingen an der Enz, zm. 14 sierpnia 1956 tamże) – niemiecki dyplomata, minister spraw zagranicznych Niemiec w latach 1932–1938 i protektor Czech i Moraw w latach 1939–1941 (tytularnie do 1943), baron.

## Młodość
Neurath urodził się w Vaihingen an der Enz, w Królestwie Wirtembergii, jako najstarszy syn barona Konstantina Sebastiana von Neuratha, szambelana i zaufanego współpracownika króla Wilhelma II Wirtemberskiego. Dziadek Constantin Franz von Neurath, był ministrem spraw zagranicznych, sprawiedliwości i przewodniczącym Tajnej Rady Królestwa Wirtembergii.
Studiował prawo w Tybindze i w Berlinie. Po ukończeniu edukacji w 1892 r. zatrudnił się w lokalnej kancelarii adwokackiej w swoim rodzinnym mieście. W 1901 r. przystąpił do służby cywilnej i pracował w Ministerstwie Spraw Zagranicznych w Berlinie. W 1903 r. został skierowany do ambasady w Londynie w charakterze wicekonsula i począwszy od 1909 r. pełnił funkcję wysłannika (Legationsrat) w ambasadzie. W 1914 r. został przeniesiony do ambasady w Konstantynopolu.
30 maja 1901 poślubił w Stuttgarcie Marię Augustę Moser von Filseck. Małżeństwo Neurathów miało dwoje dzieci: syna Konstantina oraz córkę Winfried. Podczas I wojny światowej von Neurath był oficerem w pułku piechoty do początków 1916 r., gdy odniósł poważne rany. W grudniu 1914 został odznaczony Krzyżem Żelaznym. Powrócił wtedy do służby dyplomatycznej w Imperium Osmańskim, którą opuścił w końcu 1916 r. W latach 1917–1918, aż do rewolucji w Niemczech i końca wojny był p.o. premiera rządu Wirtembergii.

## Życie polityczne
W 1919 r. Neurath powrócił do kariery w dyplomacji. Został oddelegowany do ambasady w Kopenhadze jako minister pełnomocny. W latach 1921–1930 był ambasadorem w Rzymie, nie zrobił jednak na nim wrażenia włoski faszyzm. Paul von Hindenburg rozważał przydzielenie mu urzędu w świeżo sformowanym rządzie w 1929 r. W 1930 r. został szefem ambasady niemieckiej w Londynie. W czerwcu 1932 Neurath został ściągnięty do Niemiec i uczyniony ministrem spraw zagranicznych w rządzie Franza von Papena. Utrzymał to stanowisko za kadencji Kurta von Schleichera, a następnie Adolfa Hitlera. W początkowym okresie rządów Hitlera Neurath z respektem odnosił się do jego polityki zagranicznej nastawionej na ekspansję Niemiec.
Von Neurath był zaangażowany w wycofanie się Niemiec z Ligi Narodów w 1933 r., w negocjacje dotyczące anglo-niemieckiego porozumienia dot. floty wojennej (1935) i remilitaryzację Nadrenii. Neurath wstąpił do NSDAP w 1937 r., a we wrześniu tego samego roku otrzymał stopień Obergruppenführera w SS.
4 lutego 1938 został wydalony z Ministerstwa Spraw Zagranicznych. Uważał, że rola jego urzędu była zmarginalizowana i nie przystawała do agresywnych planów wojennych Hitlera, które w szczegółach zostały skumulowane w Memorandum Hossbacha z 5 listopada 1937. Neuratha zastąpił na urzędzie Joachim von Ribbentrop, jednak sam Neurath pozostał w rządzie jako minister bez teki.
18 marca 1939 Neurath otrzymał stanowisko protektora Rzeszy (Reichsprotektor) Czech i Moraw. Służył jako osobisty przedstawiciel Hitlera w Protektoracie. Wprowadził niemieckie prawo kontrolujące prasę oraz zakazał działalności partii politycznych i związków zawodowych. Wprowadził także ostre rygory wobec studentów protestujących w październiku i listopadzie 1939 r. Niezależnie od tego, jak bardzo drakońskie były ustawy wprowadzone przez Neuratha, Hitler uważał, że jego rządy w Protektoracie były zbyt łagodne. Dlatego we wrześniu 1941 odciążył go z części obowiązków, powierzając je Reinhardowi Heydrichowi. Neurath próbował zrezygnować w 1941 r., ale jego wniosek nie został zaakceptowany aż do 25 sierpnia 1943 (urząd protektora objął były minister spraw wewnętrznych Rzeszy Wilhelm Frick).

## Proces i więzienie
Proces Neuratha odbył się w Norymberdze w 1946 roku. Alianci oskarżyli go o spiskowanie w celu popełnienia zbrodni przeciwko pokojowi, planowanie i inicjowanie agresji wojennej, zbrodnie wojenne oraz zbrodnie przeciwko ludzkości. Został uznany za winnego wszystkich czterech zarzutów i skazany na piętnaście lat więzienia. Do 1954 roku był zamknięty w więzieniu jako przestępca wojenny, później zwolniono go ze względu na zły stan zdrowia (cierpiał na ataki serca).